# Pinacle La Pérouse
Le pinacle La Pérouse est un rocher volcanique faisant partie du banc de sable de la Frégate française à peu près au centre des Îles hawaïennes du Nord-Ouest. Ce rocher est le plus vieux et le plus éloigné des rochers volcaniques de la chaîne hawaïenne. Il se trouve à 11 km au sud-sud-est de Tern Island et à 5 km à l'ouest-sud-ouest d'East Island.
Le pinacle La Pérouse mesure 37 m de hauteur au-dessus du niveau de la mer à son extrémité nord-ouest et 36,5 m à son extrémité sud-est ; il plonge au centre pour former une selle. Le pinacle mesure environ 229 m de long du nord-ouest au sud-est et environ 50 m de largeur à son point le plus large. Il est entouré de récifs coralliens et d'un petit îlot haut de 1,5 à 3 mètres, long de 61 m et large de 20 m qui se trouve à quelque 119 m au nord-ouest du pinacle principal.
La base du pinacle est noire tandis que la partie supérieure a été blanchie par des dépôts de guano qui se trouvent principalement dans la zone de la selle.

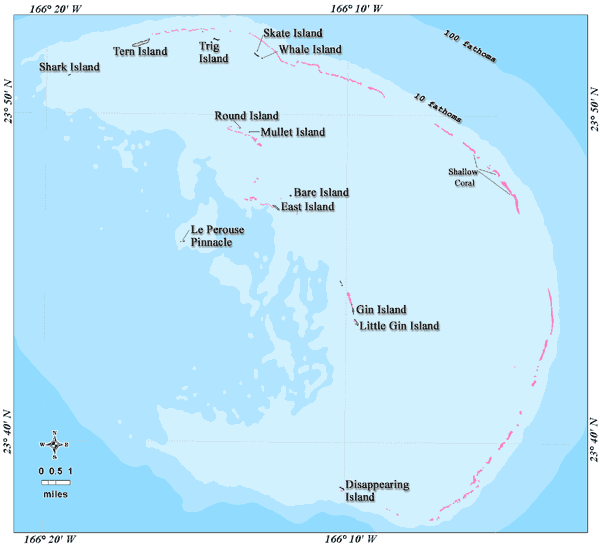
Carte du Banc de sable de la Frégate française.
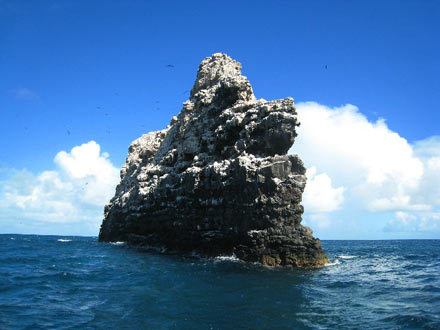
Autre vue du pinacle La Pérouse.

À cause de sa forme particulière, le pinacle La Pérouse peut être confondu de loin avec un vaisseau.
Ce rocher est nommé d'après le comte de La Pérouse, qui a longé ces côtes en 1786.